# 木村朗子
木村 朗子（きむら さえこ、1968年 - ）は、日本文学研究者、津田塾大学多文化・国際協力学科教授。専門は、言語態分析、日本古典文学、日本文化研究、女性学。古典文学だけではなく、現代の小説や短歌を論じることも多い。

## 来歴
神奈川県横浜市生まれ。東京大学大学院総合文化研究科言語情報科学専攻博士課程修了。2004年「母、女、稚児の物語史 : 古代・中世の性の配置」で学術博士。2010年女性史学賞受賞。2015年文學界「新人小説月評」を担当。

## 著書

### 単著
- 『恋する物語のホモセクシュアリティ 宮廷社会と権力』（青土社、2008年）ISBN 978-4791763986
- 『乳房はだれのものか 日本中世物語にみる性と権力』（新曜社、2009年）ISBN 978-4788511415
- A Brief History of Sexuality in Premodern Japan (TLU Press, 2010) ISBN 978-9985587065
- 『震災後文学論 あたらしい日本文学のために』（青土社、2013年）ISBN 978-4791767489
- 『女たちの平安宮廷 『栄花物語』によむ権力と性』（講談社選書メチエ、2015年）ISBN 978-4062585996
- 『女子大で『源氏物語』を読む 古典を自由に読む方法』（青土社、2016年）ISBN 978-4791768912
- 『その後の震災後文学論』（青土社、2018年）ISBN 978-4-7917-7044-1
- 『妄想古典教室 欲望で読み解く日本美術』（青土社、2021年）ISBN 978-4791773497
- 『女子大で和歌をよむ うたを自由によむ方法』（青土社、2022年）ISBN 978-4791774548
- 『平安貴族サバイバル』（イラスト：芦野公平、笠間書院、2022年）ISBN 978-4305709561
- 『紫式部と男たち』（イラスト：芦野公平、文春新書、2023年）ISBN 978-4166614288
- 『百首でよむ「源氏物語」: 和歌でたどる五十四帖』（平凡社新書、2023年）ISBN 978-4582860450

### 共編著
- 『すぐわかる源氏物語の絵画』（稲本万里子・龍澤彩と共著、田口榮一監修、東京美術、2009年）
- 『世界文学としての〈震災後文学〉』（アンヌ・バヤール＝坂井と編著、明石書店、2021年）
- 三成美保、長志珠絵、木村朗子、田野大輔、中里見博、二宮周平ほか 著、三成美保 編『同性愛をめぐる歴史と法―尊厳としてのセクシュアリティ』明石書店、2015年8月31日。ISBN 978-4750342399。
- 飯田祐子、小平麻衣子、大串尚代、木村朗子、内藤千珠子、米村みゆき他 著、飯田祐子、小平麻衣子 編『ジェンダー×小説 ガイドブック 日本近現代文学の読み方』ひつじ書房、2023年5月。ISBN 978-4823411922。

## 論文
- Cinii